# WildStorm Productions
WildStorm Studios és un estudi dirigit pel dibuixant Jim Lee qui començà dibuixant per a Marvel Comics en X-Men i Castigador, fins a la seua separació en 1992, quan s'integrà a l'equip de Rob Liefeld (Youngblood), Todd McFarlane (Spawn) i alguns altres artistes per a expandir els seus personatges propis sota el segell Image Comics.
Posteriorment cada artista creà el seu propi segell i WildStorm passà a ser una subdivisió de DC Comics en 1999.